# 费伦茨·大卫

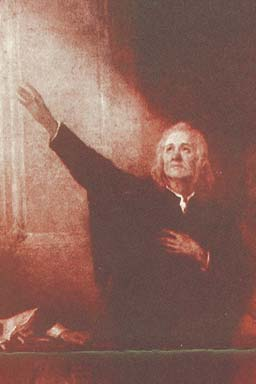
費倫茨·大卫

費倫茨·大卫（Ferenc David） （1510年—1579年11月15日），是匈牙利著名的宗教改革家、神學家，反三位一体的重要派别──匈牙利一位论派的创始人。
他在维滕贝格和奥德河畔法兰克福学习天主教神学，最初被任命为罗马天主教牧师，后来成为信义宗牧师，然后成为特兰西瓦尼亚公国的归正宗主教。在他作为基督教神学家和教授的整个职业生涯中，大卫学习了罗马天主教和宪制派（威权派）新教教会的教义和实践，但后来拒绝了其中的几个，并开始接受一位论派。

## 生平

### 早年生活
费伦茨·大卫出生于匈牙利科洛斯堡（今罗马尼亚克卢日-纳波卡），父亲是特兰西瓦尼亚萨克森人（大卫·
赫特尔，曾是一名制革工），母亲是匈牙利人。赫特尔家族是科洛斯堡的一个古老的特兰西瓦尼亚萨克森贵族家族。在拉丁语和匈牙利语中，他以父亲的名字大卫命名为弗朗西斯·达维蒂斯或大卫·费伦茨。他至少有三个兄弟：格雷戈尔、彼得和尼古拉斯。彼得和格雷戈尔继承了父亲在公会的工作。加斯帕尔·海尔陶伊是彼得的妻子博尔巴洛的父亲，他是一位新教改革者、信义宗教徒，后来成为一位论牧师、翻译家，是匈牙利文艺复兴晚期的杰出作家。他拥有科洛斯堡的造纸厂和出版社，在那里用匈牙利语和德语出版了几本宗教和科学书籍。
费伦茨·大卫从小是天主教徒。在科洛斯堡高中完成学业后，他前往神圣罗马帝国，首先在维滕贝格大学学习天主教神学，然后在法兰克福勃兰登堡大学（现在的奥德河畔法兰克福欧洲大学）学习，在那里他成为了一名天主教牧师。

### 信义宗时期
1542年，信义宗改革者约翰内斯·洪特向科洛斯堡的公民介绍了信义宗教义。大卫回到特兰西瓦尼亚后，他加入了宗教改革的信义宗，在那里他成为一名牧师，然后成为一名信义宗主教。他曾担任拜斯泰采（今天的罗马尼亚比斯特里察）文理中学的校长，然后担任彼得赖什（今天的罗马尼亚切塔泰乡）的信义宗教会牧师，后来担任科洛斯堡文理中学的校长，并从1555年开始担任科洛斯堡的首席牧师。
1557年6月1日，托尔道议会（国民议会）表示，“如果没有对他人的不信任，每个人都应该生活在他或她想要的信仰中”，这意味着特兰西瓦尼亚公国的人民不仅可以信奉罗马天主教，还可以信奉信义宗。

### 归正宗
1559年，他进入归正宗（加尔文宗）教会，当选为特兰西瓦尼亚匈牙利教会（现罗马尼亚归正教会）的主教，并被任命为特兰西瓦尼亚公爵扎波尧伊·亚诺什·齐格蒙特的宫廷传教士。公爵允许他在皇家图书馆进行研究，并在皇家宫廷研究他的神学论文。

### 一位论
摩哈赤战役后，匈牙利政治不稳定，罗马天主教教派削弱（奥斯曼帝国的不断扩张，特兰西瓦尼亚的异端运动，特别是阿里乌教派、波格米勒派等）为宗教改革的新思想铺平了道路。意大利著名的非三位一体派乔尔乔·比安德拉塔于1563年搬到特兰西瓦尼亚，进入扎波尧伊的王室，担任宫廷御医。比安德拉塔与费伦茨·大卫在神学著作方面进行了合作。
大卫对三位一体的讨论始于1565年，当时他对圣灵的人格持怀疑态度，因为他找不到三位一体的圣经依据。他反对三位一体存在的一个主要观点是，在基督教早期，阿利乌派喜欢提到这一点——它在圣经中没有出现。他受到了米格尔·塞尔韦特和吉奥瓦尼·瓦伦蒂诺·真蒂莱的反三位一体和人道主义观点的影响。
他与乔尔乔·比安德拉塔一起发表了反对三位一体信仰的论战性著作，特别是《De falsa et vera unius Dei Patris，Filii et Spiritus Sancti cognitione》，这在很大程度上是塞尔韦特《复兴基督教》的总结版本。但在1578年，由于比安德拉塔被指控不道德，合作关系破裂。两位神学家的观点之间的一个重要区别是，费伦茨·大卫成为了一个非崇拜主义者（nonadorantism），这意味着他放弃了在祈祷中援引基督的必要性。
在王室工作期间，他说服了公爵对宗教的看法，因此扎波尧伊接受了他的论点，成为第一位一位论派统治者。1567年，扎波尧伊允许他在久洛白堡（今天的罗马尼亚阿尔巴尤利亚）利用自己的报刊传播一位论。

### 托尔道法令（1568年）
正如费伦茨·大卫所写，他一生的目标是“恢复耶稣的纯正基督教”，这对他来说意味着在整个思想自由中寻找真理。因此，他试图说服扎波尧伊国王和几位重要人物在宗教辩论的对立双方之间达成协议。他的尝试取得成功。
1568年1月6日至13日，在托尔道议会上，匈牙利贵族、塞凯伊人、特兰西瓦尼亚萨克森人和特兰西瓦尼亚公国王室的代表们共同宣布了《托尔道法令》，其中包括——作为欧洲第一个——在特兰西瓦尼亚的三个合法国家实践和传播罗马天主教、信义宗（路德宗）、归正宗（加尔文主义）和一位论等允许宗教（recepta religios）。这一法令可以被视为“宗教自由”的第一条法律。根据特兰西瓦尼亚公国宪法，四种合法允许的宗教可以拥有自己教会、政治和公法体系。从那时起，宪法规定了三个民族和四个宗教的平等权利。

### 监禁和去世
1571年，扎波尧伊的爵位由罗马天主教徒巴托里·斯特凡继任，政策转向迫害新的宗教机构。同年，新统治者从一位论派手中夺回了久洛白堡的报刊。1572年在毛罗什瓦沙尔海（今天的罗马尼亚特尔古穆列什）的议会上，宗教法律得到了加强，宣布禁止改变宗教。当大卫在科洛斯堡文理中学校长约翰内斯·佐莫的影响下否认在祈祷中援引耶稣基督的必要性（约1572年）时，应比安德拉塔的要求，福斯托·索齐尼的调解尝试没有成功。费伦茨·大卫在特兰西瓦尼亚公国德瓦（今罗马尼亚德瓦）被判处终身监禁，并于1579年在那里去世。该市监狱遗址的废墟现在为他树立了纪念碑。
费伦茨·大卫去世后，他的女婿卢卡斯·特劳兹纳与米克洛什·博加蒂·福泽考什、贝尔纳德·雅各比努什（亚诺什·雅各比努什的父亲）以及费伦茨·大卫的儿子共同撰写了《Defensio Francisci Davidis in negotio de non invocando Jesus Christo in precibus》（巴塞尔，1581年），他们是德梅特尔·胡尼奥迪温和派一位论运动的内部反对派的一部分。卢卡斯·特劳兹纳因其严守安息日-一位论信仰于1579年被判入狱。但1582年后，政治压力有所缓解。卢卡斯·特劳兹纳和加布里埃尔·哈勒于1598年以公使头衔前往维也纳。帝国专员将特劳兹纳描述为安息日派，哈勒描述为阿里乌派。后来，他积极参与特兰西瓦尼亚和奥地利之间的政治谈判。1603年，他成为摩西·塞凯伊公爵的忠实追随者。他作为一位论派，以公爵的名义承诺让拜斯泰采的公民屈服。摩西·塞凯伊战败后，意大利人乔治·巴斯塔在科洛斯堡开始统治，他俘虏了皇家法官米哈伊·托特哈齐，并未经判决将其斩首。卢卡斯·特劳兹纳被迫入狱两个月，但通过叛离一位论派教会，他重新获得自由。从那时起，他以天主教徒的身份生活，但一直是科洛斯堡一位论派为主体的特兰西瓦尼亚萨克森人社区的活跃成员，直到去世。

## 信仰
学者们仍需充分研究费伦茨·大卫的匈牙利语作品，才能对他的信仰进行令人满意的评估。
在他作为非三位一体论者的早期，大卫支持向基督祈祷，这可以从他对彼得·迈利乌斯·尤哈斯的回答中看出，即《Refutatio scripti Petri Melii》（《彼得·迈利乌斯著作的重述》，阿尔巴尤利亚，1567年）。在晚年，大卫采纳了雅各布·帕莱奥洛古斯的激进、非教条的观点，即祈祷中不应该援引基督，而应该只向天父祈祷。根据费伦茨·大卫的说法，耶稣被理解为一个人。
离开归正宗后，大卫接受了莱利奥·索齐尼的观点，即基督的存在始于圣母玛利亚通过圣灵的运作受孕。到1578年，大卫似乎已经接受了耶稣是约瑟夫儿子的观点。然而，一些历史学家对此表示异议，并认为他一直相信处女的出生，直到他去世的那一天。当然，这些怀疑论的观点在他有生之年并没有被特兰西瓦尼亚的一位论教会所持有，也没有被纳入大卫的继承者米哈伊·隆巴德·德·森塔布劳哈姆的匈牙利一位论信仰声明中。另外，波兰人西蒙·布德尼的同情者持有相同的观点。
他在公开辩论中的主要对手是归正宗领袖彼得·迈利乌斯·尤哈斯和反三位一体主义者乔尔乔·比安德拉塔。

## 个人生活
他结过两次婚。他的第一任妻子的名字不详，她于1570年在科洛斯堡去世。他的第二任妻子是卡陶·鲍拉特（Kata Barát），是科洛斯堡首席法官、作曲家伊什特万·鲍拉特（斯特凡·米尼希）的女儿。这段婚姻从1572年开始，只持续了两年。大卫有四个孩子：
- 克特（1557/1560-？），科洛斯堡毛皮商协会财务主管卢卡斯·特劳兹纳（前文有述）的妻子。
- 大卫（1560年-1582年3月27日），神学家，一位论派牧师，1578年至1580年间在瑞士巴塞尔大学学习
- 索菲亚，约翰·佐莫（1542-1572）的妻子，佐莫是神学家，一位论派牧师，人文主义作家（据约翰·塞韦特称）
- 约翰内斯，科洛斯堡的医生（约1565-？）

## 影响

### 匈牙利和特兰西瓦尼亚地区的影响
大卫去世后，他视为并被尊为位于科洛斯堡（克卢日）的匈牙利一位论主教中的第一位。他的著作继续出版，其他回忆录也被记录和收集，直到米哈伊·隆巴德·德·森塔布劳哈姆时代。

### 在英国和美国的影响
最初，英语圈的一位论派很大程度上不知道大卫。通过阿姆斯特丹来到英国的大多数一位论著作都是波兰兄弟会的作者，而不是匈牙利人，如洛克、伏尔泰和牛顿拥有副本的Fratrum Polonorum quos Unitarios vocant丛书（或“被称为一位论派的波兰兄弟会丛书”）。大卫和哲尔吉·埃涅迪的作品在17世纪没有重印。1830年至1832年，尚多尔·伯勒尼·法尔卡斯访问了英国和美国，这使英语圈的一位论派意识到匈牙利一位论派的持续存在，以及随后费伦茨·大卫的遗产。
普救一位神教作家约翰·贝伦斯将费伦茨·大卫的说法总结为“我们不需要想得一样才能爱得一样”。马克·W·哈里斯的《我们的历史信仰》和1993年的普救一位神教赞美诗集《吟唱传统》第566期也引用了这句话，这是大卫的引文汇编，由理查德·费韦克斯牧师汇编，但这两种情况的来源都没有给出。这个短语在贝伦斯的书之前没有来源。在UU World发表的一篇文章《谁真的这么说了？》中，彼得·休斯声称没有证据表明大卫真的这么说过。他将这句话归功于卫理公会创始人约翰·卫斯理，他在一次关于“天主教精神”的布道中问道：“虽然我们不能想得一样，但我们的爱可能不一样吗？”

## 著作
费伦茨·大卫的著作颇多，主要是用拉丁语和匈牙利语写成：
- 1550 Elegia, Scripta ad Eximium D. Franciscum, I. V. Doctorem, ac Vicarium Ecclesiae Albensis in Transsylvania… Maecenatem suum semper colendum.（拉丁语）
- 1555 Dialysis Scripti Stancari Contra Primum Articulum Synodi Szekiensis, qui de doctrina controvertitur, conscripta. 克卢日-纳波卡, 1555.（拉丁语）
- 1556 Responsum ministrorum Ecclesiae Colosvariensis ad scripta varia Martini a Calmancha in Causa Coena Domini edita Colosvarini. Anno 1556. die 25. Julii.（拉丁语）
- 1557 Consensus Doctrinae De Sacramentis Christi Claudiopoli, 1557.（拉丁语）
- 1558 Acta Synodi Pastorum Ecclesiae Nationis Hungaricae in Transylvania… Anno 1558. in oppido Thorda celebratae. U. ott, 1558. （拉丁语）
- 1559 Az Vrnac Vaczoraiarol Valo közenséges keresztyéni vallas. Colosvarot, 1559.（匈牙利语）
- 1559 Defensio Orthodoxae Sententiae de Coena Domini (Kolozsvár), 1559.（拉丁语）
- 1556 Scriptum Francisci Davidis anno Domini 1566. (Lampe, Hist. Eccl. Hungar. 152–154. l.)（拉丁语）
- Ejudem Francisci Davidis Responsio ad Argumenta, quibus Hypostasin Spiritus Sancti Petrus Caroli stabilivit. (Lampe, Hist. Eccl. Hungar. 154–158. l.)（拉丁语）
- 1566 Propositiones in Disputatione Albensi coram Regia Maiestate a D. Georgio Blandrata et Francisco Davidis propositae Limitationi Ministrorum, qui ex Ecclesiis Hungaricis Disputationi interfuerunt. Kolozsvár, 1566.（拉丁语）
- 1566 Catechismus Ecclesiarum Dei in natione Hungarica per Transilvaniam. Claudiopoli, 1566.（拉丁语）
- 1566 Disputatio prima Albana seu Albensis, habita 1566. 24. Febr. U. ott, 1566.（拉丁语）
- 1567 De Falsa et Vera Vnius Dei Patris, Filii, et Spiritvs Sancti Cognitione Libri Dvo. Albae Juliae, 1567.（拉丁语）
- 1567 Rövid Magyarazat mikeppen az Antichristvs, az igaz Istenről valo tudomant meg homalositotta… Albae Juliae, 1567.（匈牙利语）
- Rövid Utmutatás az Istennec igeienec igaz ertelmere, mostani szent Haromsagrol tamadot vetélkedesnec meg feytesere es itelesere hasznos es szükseges, Albae Juliae, 1567（匈牙利语）
- Refvtatio Scripti Petri Melii, quo nomine Synodi Debrecinae docet Johoualitatem, et trinitarium Deum Patriarchis, Prophetis, et Apostolis incognitum. Albae Juliae, 1567.（拉丁语）
- Demonstratio Falsitatis Doctrinae Petri Melii, et reliquorum Sophistarum per Antitheses una cum refutatione Antitheseon veri et Turcici Christi, nunc primum Debrecini impressarum… Albae Juliae (1568.)（拉丁语）
- Refutatio Propositionum Petri Melii non inquirendae Veritatis ergo sed ad contendendum propositarum, ad indictam Synodum Varadinam 22. Augusti Anno 1568.（拉丁语）
- Theses Thordae Disputandae ad XIII Diem Nouembris, et in Synodo Varadina die 22. Augusti publicatae. U. ott. (Névtelenűl.)（拉丁语）
- Literae convocatoriae ad Seniores Ecclesiarum Svperioris et Inferioris Pannoniae ad indictam Synodum Thordanam ad tertium Marty diem, additis Thesibus ibidem disputandis. U. ott, 1568.（拉丁语）
- Aequipollentes ex Scriptura Phrases de Christo Filio Dei ex Maria Nato Figuratae... U. ott, 1568.（拉丁语）
- Antithesis Pseudochristi cum vero illo ex Maria Nato. U. ott, 1568.（拉丁语）
- Az Szent Irasnac Fvndamentamabol vött Magyarazat az Jesus Cristusrol es az ő igaz istensegeről. U. ott, 1568.（匈牙利语）
- De Mediatoris Jesv Christi hominis Divinitate, Aequalitateque libellus. U. ott, 1568.（拉丁语）
- Brevis Enarratio Dispvtationis Albanae de Deo Trino, et Christo Dvplici coram Serenissimo Principe, et tota Ecclesia decem diebus habita. U. ott, 1568.（拉丁语）
- De Regno Christi Liber primus. De Regno Antichristi Liber secundus. Accessit Tractatus de Paedobaptismo, et Circumcisione. U. ott, 1569.（拉丁语）
- Propositiones Francisci Davidis ex Ungarico Sermone in Latinum conversae et in eadem Synodo Varadiensi (Ao 1569.) exhibitae.（拉丁语）
- Az Váradi Disputacionac avagy vetelkedesnec, az egy Attya Istenről es annac Fiaról, az Jesus Cristusról és a szent Lélekről igazán valo elő számlalássa. Kolozsvár, 1569.（匈牙利语）
- Első Resze az szent irasnac külön külön reszeiből vöt predicaciocnac az atya istenről, ennek kedig az ő fiaról az Ihesvs Christvsrol, es az mi öröcseguncnec peczetiről az szent lelekről. Gyula-Fehérvár, 1569.（匈牙利语）
- Refutatio Scripti Georgii Maioris, in quo Devm trinvm in personis, et vnvm in Essentia: Vnicvm deinde eius Filium in persona, et duplicem in naturis, ex lacunis Antichristi probate conatus est. (Kolozsvár), 1569.（拉丁语）
- Könyvetske Az igaz Kerestyéni Keresztségről, es a Pápa Antichristusnac Maymozássaról... Kolozsvár, 1570.（匈牙利语）
- Responsio Pastorum ac Ministrorum Ecclesiarum in Transsylvania, quae vnvm Deum Patrem Christi Jesum Christum filium Dei crucifixum vnvmqu. amborum spiritum confitentur. U. ott, 1570.（拉丁语）
- Az Egy ő magatol való Felséges Istenről, es az ő igaz Fiarol, a Nazareti Jesusrol, az igaz Messiasrol, A szent irásból vöt vallástéttel. U. ott, 1571.（匈牙利语）
- Az egy Attya Istennec, es az ő aldot szent fianac, az Jesus Christusnac Istenségekről igaz vallastéttel... U. ott, 1571.（匈牙利语）
- Literae Convocatoriae, una cum Propositionibus in Synodo Vasarhellyina disputandis ad diem XX. Mensis Septembris, hujus Anni 1571. U. ott.（拉丁语）
- Libellus Parvus, XXX Thesibus Blandratae oppositus, in quo disseritur Jesum Christum vocari nunc non posse Deum, cum non sit verus Deus... U. ott, 1578.（拉丁语）
- Confessio Francisci Davidis de Jesu Christo quam ex carcere exhibuit. Regnicolis, paulo ante mortem Thordae, in Transylvania, in conuentu regni 17. April. Anno 1570.（拉丁语）
- Isteni dicsiretek, imádságos és vigasztaló énekek. (1575)（匈牙利语）

## 备注
1. ↑  匈牙利人为先姓后名，即大卫·费伦茨，此处采用西式译名